# 비에른 델리
비에른 에렐란 델리(노르웨이어: Bjørn Erlend Dæhlie, 1967년 6월 17일 ~ )는 노르웨이의 크로스컨트리 스키 선수이다.
1990년대 세계 최고의 크로스컨트리 스키 선수로 활약했으며, 1992년, 1994년, 1998년의 세 차례 동계 올림픽에서 금메달 8개와 은메달 4개 등 총 12개나 되는 메달을 획득하였다. 그는 동계 올림픽에서 올레 에이나르 비에른달렌 다음으로 많은 메달을 딴 선수이다.

## 같이 보기
- 올림픽 다관왕 목록